# Academia Cubana de la Lengua
La Academia Cubana de la Lengua es el organismo rector de la norma y el uso de la variante cubana del español, reúne a los intelectuales más destacados por su contribución al fomento de la lengua española en Cuba. Pertenece a la Asociación de Academias de la Lengua Española.

## Origen y constitución
La Real Academia Española se constituyó el 6 de julio de 1713. No obstante, no fue hasta el 3 de diciembre de 1714 cuando, mediante una Real Orden de Fundación, el rey Felipe V autorizó la redacción de sus estatutos y les concedió a sus miembros ciertos privilegios. Esta institución encaminó su labor hacia la salvaguarda de la lengua literaria, aunque también prestó atención a la lengua usual.
En el siglo XVIII ya existía la conciencia de que la lengua española había alcanzado un alto grado de perfección. El lema «Limpia, fija y da esplendor» y el emblema – que muestra un crisol puesto al fuego- dan fe de la Academia: afianzar los vocablos de la lengua castellana en su mayor propiedad y elegancia.
Cuando las colonias americanas alcanzaron la independencia de Metrópoli, la Real Academia comprendió la necesidad de fomentar la creación de Corporaciones en las nuevas Repúblicas. El nacimiento de estas Academias Correspondientes no estuvo motivado por intereses políticos, sino porque consideraba que los ciudadanos de todas esas naciones tenían por patria común una misma lengua y, por tanto, compartían el patrimonio de una misma literatura.
Las Academias Americanas y de Filipina surgieron a partir de un acuerdo tomado el 24 de noviembre de 1870. Así el 10 de mayo de 1871, nace la Academia Colombiana de la Lengua, la primera Correspondiente americana, con sede en Bogotá; y luego, en 1874, 1875 y 1876, le siguieron las corporaciones ecuatoriana, mexicana y salvadoreña, en este orden.
Desde el momento de su fundación, la tarea esencial de estas instituciones sería colaborar con su casa matriz en la elaboración del Diccionario y la Gramática, e informarla permanentemente del estado de la lengua en cada región. Entre 1922 y 1930, se organizaron ocho Academias que patentizaron la voluntad de España de conservar la unidad lingüística con sus antiguas colonias.
Esta intención fue factor importante que propició el surgimiento de una corporación semejante en Cuba.
Sin embargo, lo más significativo es que la Academia Cubana de la Lengua se funda en Madrid el 19 de mayo de 1926, y no es hasta el 2 de octubre del mismo año, según consta en actas, cuando se reúnen por primera vez en La Habana los miembros designados para su constitución oficial. La directiva quedó compuesta por un director, un vicedirector y un secretario; estos tres cargos, establecidos por la Real Academia Española, fueron desempeñados por Enrique José Varona, Fernando Ortiz y Antonio L. Valverde, respectivamente.
La fundación de la Academia Cubana de la Lengua tuvo gran repercusión en la prensa de la época: el acontecimiento fue reseñado en varios periódicos, tales como el Diario de la Marina, El País y la revista mensual El Fígaro, fundada por Manuel S. Pichardo.
Una vez constituida la Correspondiente cubana, se acordó crear una comisión integrada por Fernando Ortiz, Antonio Sánchez de Bustamante y Francisco de Paula Coronado para redactar el reglamento que regiría el trabajo y la vida académica. En 1927 aparecen los primeros estatutos, que serán modificados con posterioridad en lo que respecta a los cargos y al número de miembros.
La cifra inicial, que fijaba en 18 el número de académicos, después de 1960 se incrementa a 24; actualmente por las letras del alfabeto.
En 1927 se había establecido que la Academia tendría una publicación periódica en la que saldrían trabajos de diversa naturalezas, entre ellos los que reflejaran su vida interior y oficial; mas no fue hasta 1952 cuando se publicó por primera vez el número correspondiente al trimestre enero-marzo de ese año.
Otros cambios significativos introducidos son la creación de la dignidad de académico correspondiente aunque desde antes se hacían estos nombramientos y la celebración de las elecciones en juntas especiales.
En el proyecto inicial de estatutos se instaura como requisito indispensable realizar un discurso de ingreso pero, al parecer, los primeros académicos fueron eximidos de ello, pues no hay evidencias de que se hayan llevado a efecto. Hasta 1951, según consta en actas, se resolvió mantener la suspensión del reglamento en lo que se refiere a este punto; sin embargo, más tarde se acordó defender la entrega de un trabajo que sería leído en acto público. En 1953 es refrendada la obligatoriedad de este ejercicio.

## Vida académica
Hacia 1926 algunos académicos ya pertenecían a otras Corporaciones. En 1910 se habían constituido la Academia de la Historia de Cuba y la Academia de Artes y Letras, ambas con carácter independiente, adscritas a la Secretaría de Instrucción Pública y Bellas Artes. Entre sus respectivas direcciones aparecieron Fernando Figueredo Socarrás y Antonio Sánchez de Bustamante. Establecidos los académicos, se estipuló que la Academia Cubana de la Lengua sesionaría ocho meses y recesaría de junio a septiembre. 
Las juntas serían privadas y públicas; las primeras, con carácter mensual, y las segundas se convocarían cuando la institución lo estimase, a fin de realizar actividades de diversa naturaleza. Los actos de ingreso, la lectura de trabajos escritos por los propios académicos y la conmemoración de fechas relevantes –el Día del Libro o diversos centenarios, como el de la muerte del poeta cubano Juan Clemente Zenea– figuran entre las más significativas. En varias ocasiones asistieron importantes invitados como Dr. Max Henríquez Ureña, miembro correspondiente en la de República Dominicana. 
La conmemoración del Día del Idioma (23 de abril) celebrada anualmente era en efecto, uno de los eventos fundamentales de la Corporación. Con motivo de esta fecha tenía lugar un amplio programa cultural que incluía la peregrinación hacia la plaza de San Juan de Dios para colocar una ofrenda floral en el monumento de Miguel de Cervantes, y el académico designado dictaba una conferencia. 
Además de las actividades propias de la dinámica académica, la Corporación se insertó dentro de la vida cultural de la época. Su autoridad se expresó en el otorgamiento del Premio Nacional de Literatura(1938), y el periodístico Justo Lara, ambos en consonancia con la Dirección de Cultura de la Secretaría de Educación de la República. 
La Academia tuvo un notable desempeño a pesar de la situación política del país y la profunda crisis económica por la que atravesaba. En 1947 el entonces director Chacón y Calvo declaró que, aunque la institución no tenía medios económicos de ninguna clase, contribuyó la conmemoración del centenario de la muerte de Cervantes con el Elogio del Príncipe de los Ingenios. 
El año de 1951 es decisivo para la Academia Cubana. Importantes sucesos marcan el inicio de una nueva etapa. Se crea la Asociación de Academias de la Lengua Española, en cuyos estatutos se plantea que uno de los medios de que se valdría cada institución para conseguir sus fines, sería procurar que sus respectivos gobiernos las reconocieran como entidades privadas de interés público. Así, podrían proporcionar asesoramiento sobre la enseñanza del español en la escuelas y serían consultadas, desde el punto de vista gramatical, para la redacción e interpretación de leyes, decretos y todo lo que implicase el correcto uso del idioma en el ámbito oficial. 
Fue en esta coyuntura cuando el entonces presidente de la República, Carlos Prío Socarrás, y el ministro de Educación, Aureliano Sánchez Arango, resolvieron oficializar por decreto a la Academia Cubana de la Lengua. En julio de ese mismo año, el gobierno otorgó el crédito anual de ocho mil pesos pagaderos en cuotas mensuales. 
El apoyo económico recibido permitió una reorganización administrativa, pues se contrató un oficial de secretaría, un jefe de despacho y se abonó una cuota al Ateneo de La Habana por el préstamo de su local. Los académicos habían estado expuestos a un constante peregrinaje desde el mismo nacimiento de la institución. 
En los estatutos de 1927 no aparecía el lugar que debía ocupar la Academia, y hasta ese momento había sesionado en sitios diferentes, entre los que se encuentra la residencia particular de su primer director, Enrique José Varona. Las consecuencias de este carácter itinerante también se hicieron sentir en la biblioteca institucional. 
Sus fondos se habían conformado a partir de las donaciones realizadas por la Real Academia Española y otras entidades como la Secretaria de Estado de la República y también por iniciativa personal de algunos interesados. Desde su creación, la Academia había establecido que tendría una publicación periódica en la que saldrían trabajos de diversa naturaleza, entre ellos los que reflejaran su vida interior y oficial. 
El Boletín de la corporación presentó diferentes secciones que con el tiempo cambiaron sus nombres o se refundieron en otras. Se iniciaba con los trabajos y los discursos de ingreso de los académicos numerarios y correspondientes. En la segunda parte, llamada Necrología o Duelos , se informaba sobre los fallecimientos y se daban a conocer las cartas de condolencias. Contó además, con un espacio dedicado a la reseña de los libros y el rubro Vida académica, en el que se reflejaba el funcionamiento de la institución. 
El Boletín de enero-junio de 1954 estuvo dedicado al ciclo de conferencias martianas realizado por la Academia Cubana de la Lengua, la cual estuvo muy vinculada con las acciones culturales que se efectuaron con motivo del Centenario del nacimiento de José Martí. A petición del Dr. José López Isa, director general de Cultura, los académicos colaboraron en la organización del homenaje al Apóstol y fungieron como tribunal en los concursos convocados a estos efectos.  

## Aportes a la Lengua
La cuestión lingüística es uno de los pilares del trabajo de las corporaciones de esta índole. Los académicos deben examinar los neologismos que aparezcan, especialmente en el ámbito científico, técnico y deportivo; consultar a las otras Academias sobre ellos y dar curso a estas propuestas hasta llegar a las formas que se destinen al Diccionario de la lengua española (DRAE). 
La Academia Cubana contó desde su fundación con una nómina fundamentalmente de poetas, publicistas, novelistas, juristas e historiadores que, sin ser lingüistas de formación, se implicaron de inmediato en esta labor. En 1927 la naciente institución intercambió opiniones con el español Gabriel Maura sobre las nuevas modificaciones que se realizarían a la Gramática. 
Después de 1951, con la fundación de la Asociación de Academias de la Lengua y la celebración de su primer Congreso, el quehacer lingüístico cobró mayor relevancia. Las consultas de las correspondientes americanas, y de otras instituciones nacionales e internacionales, fueron más frecuentes. Los términos inquiridos se debatían en las sesiones y se nombraba a un académico para que respondiese dichas inquietudes. 
También se profundizó en el trabajo lexicográfico, gracias a lo cual contamos hoy con obras tan importantes como Voces cubanas, de Pichardo Moya; Diccionario del léxico cubano, de Juan M. Digo y Mestre, y Léxico Mayor, de Esteban Rodríguez Herrera. Este último, junto con Juan Fonseca, llevó los asuntos de la lengua más allá del marco académico. 
Ambos tuvieron una participación importante como miembros del jurado de diferentes concursos, como el que convocó la revista Carteles: Proyecto de castellanización de las palabras más usuales en el lenguaje del juego de pelota y del boxeo, y se distinguieron por sus colaboraciones con el Diario de la Marina, donde aparecieron publicados varios artículos sobre los problemas del idioma. 

## Sedes de la corporación
En 1960, el gobierno revolucionario destinó a las Academias de la Historia de Artes y Letras y a la Cubana de la Lengua el Palacio del Segundo Cabo. 
Por primera vez tendría la corporación su propia casa, con sendas oficinas para el director, el secretario letrado y los auxiliares, así como un salón de juntas y un área para la biblioteca. 
Cuando parecía que finalmente los académicos habían conseguido un espacio autónomo, el proyecto fracasó. Ese mismo año tuvieron que regresar al antiguo local en el Ateneo de La Habana hasta que su infraestructura, en paulatino deterioro, lo permitió. 
Ante la falta de apoyo económico y reconocimiento público, así como la carencia de una sede propia, la Academia podía fenecer. No obstante, debe su supervivencia a las personalidades que la honraron e intentaron preservarla a toda costa. 
Una de las figuras que más contribuyó a la salvaguarda de la corporación fue Dulce María Loynaz, quien había sido designada miembro de número en 1957 a propuesta de José María Chacón y Calvo. En la década de los 70, la autora de Jardín se compromete con el trabajo de la institución y es nombrada para ocupar el cargo de vicedirectora. A partir de 1976 acoge a la corporación en su domicilio de El Vedado, en 19 y E, donde radicó hasta épocas recientes. 
Desde el 11 de enero de 2010, la Academia Cubana de la Lengua tiene su sede en el edificio "Santo Domingo", en el Centro Histórico. A la inauguración del nuevo recinto asistieron el doctor Eusebio Leal Spengler, Historiador de la Ciudad, y Roberto Fernández Retamar, director de la corporación en esa fecha, así como el resto de sus integrantes. Este local tiene condiciones óptimas para el desempeñó de la Academia: oficinas, biblioteca y salón de reuniones, además de beneficiarse también con las demás instalaciones de la Universidad. 

## Académicos

### Académicos de número por orden de antigüedad
- B: Dr. Miguel Barnet (23 de abril de 1989)
- C: Dra. Luisa Campuzano (23 de abril de 1990)
- P: Dra. Nuria Gregori  (19 de enero de 1999)[1]
- Q: Lic. Nancy Morejón  (23 de febrero de 1999)
- S: Dr. Rogelio Rodríguez Coronel (23 de abril de 2003)
- V: Dra. Margarita Mateo Palmer (23 de junio de 2006)
- Z: Dr. Eduardo Torres Cuevas (14 de marzo de 2007)
- E: Dra. Elina Miranda (23 de octubre de 2007)
- D: Dr. Roberto Méndez (28 de mayo de 2009)[1]
- W: Dra. Ana María González Mafud (25 de junio de 2009)
- Ñ: Dra. Maritza Carrillo Guilbert (22 de septiembre de 2010)
- G: Dr. Jorge Fornet (25 de noviembre de 2014)
- R: Dra. Mirta Yáñez (30 de marzo de 2015)
- A: Dra. Cira Romero (10 de septiembre de 2018)
- X: Lic. Reinaldo Montero (1 de octubre de 2018)
- U: Lic. Leonardo Padura (26 de noviembre de 2018)
- K: Dr. Leonardo Sarría (17 de junio de 2022)
- N: Dr. José Antonio Baujín (23 de septiembre de 2022)
- L: Dra. Aurora Camacho Barreiro (21 de octubre de 2022)
- I: Lic. Arturo Arango  (22 de septiembre de 2023)
- J: Dra. Lydia Amalia Castro Odio (27 de octubre de 2023)
- H: Dr. Rafael Rodríguez Beltrán (29 de octubre de 2024)

### Académicos honorarios
- Dra. Graziella Pogolotti (19 de diciembre de 1996)
- Sr. Reynaldo González (18 de marzo de 2005)
- Dr. Sergio Valdés Bernal (20 de junio de 1995)

### Académicos correspondientes nacionales
- Dra. Gema Mestre (19 de marzo de 2007)
- Dra. Gema Valdés
- MSc. Pedro de Jesús López Acosta (10 de diciembre de 2018)

### Académicos correspondientes hispanohablantes
- Sr. D. Víctor García de la Concha (España)
- Sr. D. Humberto López Morales (Puerto Rico)
- Sr. D. Gonzalo Celorio Blasco (México)
- Sr. D. Jaime Labastida (México)
- Sr. D. Marco Martos (Perú)
- Sr. D. Francisco Moreno Fernández (España)
- Sra. D.ª Margarita Vásquez Quirós (Panamá)
- Sr. D. Salvador Gutiérrez Ordoñez (España)
- Sr. D. Darío Villanueva (España)
- Sr. D. Francisco Javier Pérez (Venezuela)
- Sr. D. Ignacio Bosque Muñoz (España)
- Sra. D.ª María Antonia Martín Zorraquino  (España)
- Sr. D. Guillermo Rojo (España)
- Sr. D. Alfredo Matus (Chile)
- Dr. D. Óscar Loureda Lamas (España)

### Académicos correspondientes no hispanohablantes
- Sr. D. Alain Sicard (Francia)
- Sr. D. Keith Ellis (Canadá)

### Junta directiva
- Director: Dr. Jorge Fornet
- Vicedirector: Dr. Leonardo Sarría
- Secretaria: Dra. Aurora Camacho Barreiro
- Bibliotecaria: Dra. Maritza Carrillo Guilbert
- Tesorero: Lic. Reinaldo Montero